# 喜翻译制组
喜翻译制组（英語：CFanGroup）和天府泰剧，为非盈利字幕组团体。成立于2011年，主要以译制泰国电视剧和电影为主。

## 历史
喜翻译制组原本为西南财经大学天府学院的一个虚拟社团，毕业后由于组织解散更名为“天府泰剧”。
2011年5月2日开通微博，当时名为“天府泰剧社”，为西南财经大学天府学院学生肖德川所创办。2012年4月13日，更名为“天府泰剧”。
2014年7月23日因翻译泰国电视剧《为爱所困》而受到人们喜爱；2015年因翻译《不一样的美男》而获得较高人气，之后天府泰剧开始翻译其他电视剧和组织粉丝活动。同年经熟人介绍，由网友李狗维设计的全新LOGO（红/黄 版）作为新的标识投入使用。他还参与了《为爱所困2》和《激漾青春》等影视剧片名汉化的字体设计工作。不过此人在2017年被新浪微博销号，目前主页404状态。
2017年7月23日，天府泰剧商标被泛泰文化抢注，加上中国大陆政策原因导致弹幕视频网站bilibili大量下架影视剧，更名为“喜翻译制组”。

## 译制作品
喜翻译制组和天府泰剧的译制作品主要为泰剧，但也有少部分的作品是越南剧和台湾剧。

### 电视剧
- 为爱所困
- 不一样的美男
- 娘娘腔的秘密
- 爱的测验
- LOL生活需要正能量
- 幸福的旅途
- 爱我你就亲亲我
- 基友记
- 娘娘腔的日记
- 夏天
- 青春追梦曲
- 灰色彩虹
- 王子学院之爱上冤家
- 爱来了别错过
- 一年生
- 逐月之月
- 鬼电波
- 早安，阳光伙伴
- 9巷1弄
- 我出生在拉玛九世王朝
- 夏日菊花茶
- 撕心裂爱
- 通灵护士
- 复仇之谜
- 我的学弟男友
- 未曾改变的爱
- 天鹅之纹
- 我的狗狗男友
- 我的兄弟情人系列
- 爱情配方
- 男妻家婆*
- 和我在一起
- 王子猜猜猜
- 小庆的天空*
- 我亲爱的失败者之十七岁的你我
- 极限S
- 青葱妈妈
- 招魂灵音
- 痞客罗曼史
- 越界*

### 电影
- 激漾青春
- 与父同行
- 仲夏之约
- 深夜的红酒
- 我的兄弟情人
- 短裤黑帮
- 师生孽情
- 王家有鬼*

### 其他
- 鲜肉成长计
- 鲜肉集中营
- 男得有情郎
- 泰國新面孔（英语：The Face Thailand）第二季
- 谁能百里挑基